# Serhij Nahirnyj
Serhij Nahirnyj (in ucraino Сергій Нагірний?, in russo Сергей Нагирный?; Oblast' di Sverdlovsk, 21 luglio 1964) è un ex sollevatore sovietico, poi ucraino, medagliato mondiale ed europeo, che ha gareggiato nelle categorie dei pesi massimi (fino a 110 kg.) e dei pesi supermassimi (oltre 108 kg.).

## Carriera
Nel 1986 Nahirnyj si rivelò come sollevatore di livello internazionale, vincendo la medaglia d'argento nella categoria dei pesi massimi ai Campionati europei di Karl-Marx-Stadt con 410 kg. nel totale, alle spalle del connazionale Jurij Zacharevič (430 kg.) e davanti all'italiano Norberto Oberburger (400 kg.).
Qualche mese dopo Nahirnyj vinse la medaglia d'argento anche ai Campionati mondiali di Sofia con 427,5 kg. nel totale, battuto ancora da Zacharevič (447,5 kg.).
Dopo la dissoluzione dell'URSS, Nahirnyj continuò a gareggiare per l'Ucraina, il Paese di origine della sua famiglia e dove risiedeva da bambino, passando in seguito alla categoria dei pesi supermassimi, il cui limite minimo era stato ridotto a 108 kg., e conquistando nel 1994 un'altra medaglia d'argento ai Campionati europei di Sokolov con 412,5 kg. nel totale, dietro al russo Andrej Čemerkin (450 kg.).